# Shandong Taishan Football Club
O Shandong Taishan Football Club, anteriormente Shandong Luneng Taishan (chinês simplificado: 山东鲁能泰山) é um clube de futebol da China de propriedade do Grupo Luneng, que é a maior fornecedora de energia elétrica da província de Shandong. Mandam seus jogos no Jinan Olympic Sports Luneng Stadium localizado na cidade de Jinan, em Shandong. Anteriormente ao Shandong Luneng Taishan existia o time Shandong Provincial, fundado em abril de 1956. 
O clube tem uma tradição de contratar técnicos estrangeiros. O primeiro treinador estrangeiro foi Kim Jung-Nam, que dirigiu a Coreia do Sul durante a Copa do Mundo de 1986.
No final de 2014, o Shandong Luneng comprou o Desportivo Brasil junto à Academia Traffic, localizada em Porto Feliz, e passou a disputar os campeonatos locais.
A conclusão da negociação, intermediada por Joseph Lee, presidente da Kirin Soccer, empresa de gerenciamento de carreiras, marca também o início da administração de todo o centro de treinamento pelos chineses. O acordo entre a Traffic Sports e o Shandong Luneng também prevê que o Desportivo Brasil, clube formador de jogadores e sediado na Academia Traffic, continua sendo dirigido pela companhia brasileira e permanecerá trabalhando no local, com os times Sub-15 e Sub-17, por tempo indeterminado. No início de 2015 a equipe marcou presença no Brasil fazendo uma pré temporada que culminou com um amistoso com o Palmeiras no Allianz Parque.
Segundo a revista americana Forbes, o Luneng é a 5ª equipe mais valiosa da China. O  valor de mercado do clube é de US$ 126 milhões de dólares, com a receita avaliada em US$ 24 milhões em 2015. Atrás de Guangzhou Evergrande, Beijing Guoan, Shanghai SIPG e Jiangsu Suning.

## Títulos
- Super Liga Chinesa (4): 2006, 2008, 2010, 2021
- Copa da China (8): 1995, 1999, 2004, 2006, 2014, 2020,2021, 2022
- Liga Jia-A (1): 1999
- Supercopa da China (1): 2015

### Sub-17
Torneio Future Champions - FIFA: 2010 Gauteng

## Elenco atual
Última atualização: 11 de janeiro de 2021.
Legenda
- : Capitão
- : Jogador lesionado/contundido
- : Jogador suspenso

## Treinadores

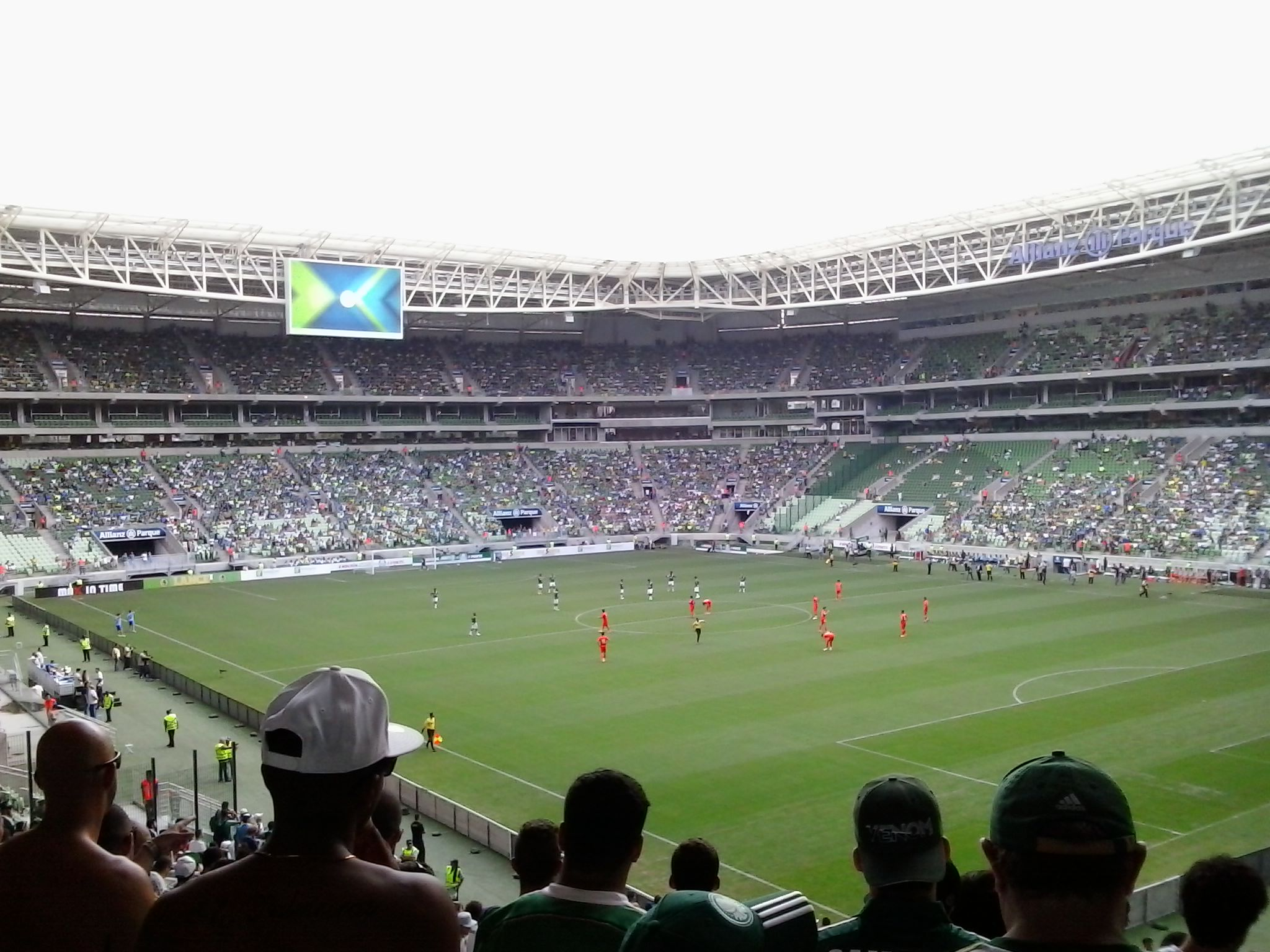
Palmeiras x Shandong Luneng, no primeiro amistoso internacional do Allianz Parque em janeiro de 2015

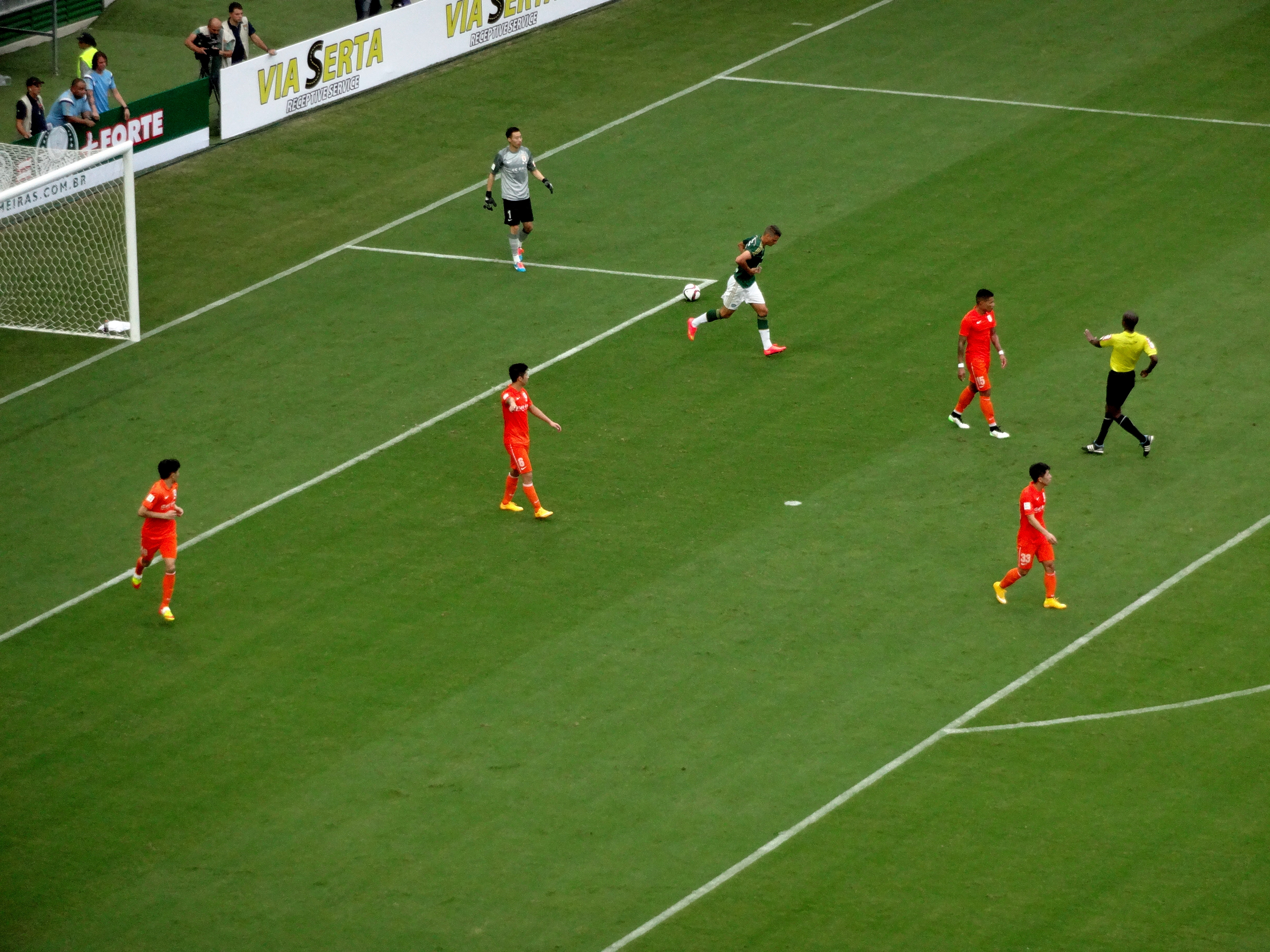
Palmeiras x Shandong Luneng no Allianz Parque em janeiro de 2015

| Nome                    | Período   |
| ----------------------- | --------- |
| Yin Tiesheng            | 1994–1997 |
| Kim Jung-Nam            | 1998      |
| Slobodan Santrač        | 1999–2000 |
| Boris Georgiev Ignatius | 2001      |
| Valeri Nepomniachi      | 2002–2003 |
| Ljubiša Tumbaković      | 2004–2005 |
| Branko Ivanković        | 2004–2010 |
| Rajko Magić             | 2011      |
| Manuel Barbosa          | 2011      |
| Henk Ten Cate           | 2012      |
| Wu Jingui               | 2012      |
| Radomir Antić           | 2013      |
| Cuca                    | 2014-2015 |
| Mano Menezes            | 2016      |
| Felix Magath            | 2016-     |